# Vincent Cali
Pour les articles homonymes, voir Cali.
Vincent Cali, né le 22 avril 1970 à Saint-Étienne, est un coureur cycliste professionnel français des années 1990-2000.

## Palmarès

### Palmarès amateur
- 1993
  - 2e du championnat d'Auvergne
- 1994
  - 3e du championnat d'Auvergne
- 1995
  - Grand Prix de Montamisé
  - Circuit des Monts vauclusiens
  - Circuit des Deux Ponts
  - 2e du Grand Prix du Cru Fleurie
  - 2e du championnat d'Auvergne
  - 3e du Circuit du Cantal
  - 3e des Boucles du Finistère
- 1996
  - Troyes-Dijon
  - Classement général de la Ronde de l'Isard d'Ariège
  - 5e étape du Tour Nivernais Morvan (contre-la-montre)
  - Tour de l'Eure :
    - Classement général
    - 1re étape

  - Tour du Béarn :
    - Classement général
    - 2e étape (contre-la-montre)

  - Classement général du Tour du Pays Roannais
  - Trophée de la Creuse
  - Grand Prix Cristal Energie
  - Grand Prix de Cours-la-Ville
  - Deux épreuves de la Mi-août bretonne
  - Tour du Doubs
  - 2e du Tour de la Haute-Marne
  - 2e des Boucles du Tarn
  - 2e de la Ronde du Sidobre
  - 2e du Tour Nivernais Morvan
  - 2e de la Mi-août bretonne
  - 3e de Strasbourg-Colmar
  - 3e du Grand Prix d'Espéraza

### Palmarès professionnel
| - 1998 - Prix des falaises - Tour du Limousin : - Classement général - 3e étape - 3e du Tour de l'Ain - 1999 - 2e du Circuit de l'Aulne - 3e du Trans Canada | - 2000 - 3e du Tour de la Région wallonne - 2001 - 2e de la Course des raisins |  |

## Résultats sur les grands tours

### Tour d'Italie
1 participation
- 1998 : abandon (17e étape)

### Tour d'Espagne
1 participation
- 1998 : 51e